# پارواتی تیرووتو
پارواتی تیرووتو (انگلیسی: Parvathy Thiruvothu؛ زادهٔ ۷ آوریل ۱۹۸۵) یک هنرپیشه اهل هند است. وی از سال ۲۰۰۶ میلادی تاکنون مشغول فعالیت بوده‌است.
از فیلم‌ها یا برنامه‌های تلویزیونی که وی در آن نقش داشته‌است می‌توان به شهر خدا اشاره کرد.

## فیلم‌شناسی
فهرست برخی از فیلم‌هایی که پارواتی در آن‌ها به ایفای نقش پرداخته‌است:
- شهر خدا
- فلش
- دفتر
- تقریباً مجرد
- محل ملاقات
- شرور صادق
- روزهای بنگلور
- چارلی
- روزی در چنای
- ماریان
- روزهای بنگلور (۲۰۱۶)